# Polypedilum tridentatum
Polypedilum tridentatum är en tvåvingeart som beskrevs av Alexander S. Konstantinov 1952. Polypedilum tridentatum ingår i släktet Polypedilum och familjen fjädermyggor. Inga underarter finns listade i Catalogue of Life.